# Come with Me (canción de Ricky Martin)
«Come With Me» — versión en español: «Ven conmigo» —, es una canción del cantante puertorriqueño Ricky Martin. La canción fue producida por el dúo australiano DNA Songs (integrado por Anthony Egizii y David Musumeci) y por IIan Kidron de The Potbelleez. «Come With Me» se estrenó el 13 de junio de 2013 en Australia y fue lanzado digitalmente a nivel mundial el 14 de junio de 2013. La versión en español de la canción fue publicada el 18 de junio de 2013. 
La canción alcanzó el puesto número 1 en los Latin Airplay también el puesto número 4 en los Hot Dance Club Songs, y también logró el puesto número 5 en los Latin Pop Songs de las listas de Billboard. También obtuvo buena recepción en Australia, donde alcanzó la tercera ubicación en la lista de sencillos, lo cual le posibilitó recibir el disco de oro.

## Video musical
Ricky Martin grabó dos vídeos musicales para «Come With Me», el 19 de julio de 2013. El video musical de la versión en espanglish se estrenó el 14 de agosto de 2013 por Univision. El 21 de agosto de 2013, ambos vídeos en versión en inglés y espanglish fueron publicados en Youtube.

## Formatos
| Descarga digital |                |          |  |
| N.º              | Título         | Duración |  |
| 1.               | «Come With Me» | 3:37     |  |

| Descarga digital (versión en spanglish) |                                        |          |  |
| N.º                                     | Título                                 | Duración |  |
| 1.                                      | «Come With Me (Versión en espanglish)» | 3:37     |  |

| The Remixes |                                                                 |          |  |
| N.º         | Título                                                          | Duración |  |
| 1.          | «Come With Me (7th Heaven Remix - Versión radio)»               | 3:38     |  |
| 2.          | «Come With Me (7th Heaven Remix - Versión extendida)»           | 5:45     |  |
| 3.          | «Come With Me (7th Heaven Spanglish Remix - Versión radio)»     | 3:39     |  |
| 4.          | «Come With Me (7th Heaven Spanglish Remix - Versión extendida)» | 5:46     |  |

## Posiciones en listas
| Lista (2013)                                    | Mejor posición |
| ----------------------------------------------- | -------------- |
| Australia (ARIA)                                | 3              |
| Australia Digital (ARIA)                        | 3              |
| República Dominicana Pop Chart (Monitor Latino) | 17             |
| Italia (FIMI)                                   | 92             |
| Nueva Zelanda (Recorded Music NZ)               | 38             |
| Corea del Sur (Gaon Digital Chart)              | 74             |
| Corea del Sur (Gaon Download Chart)             | 88             |
| España (Top 100 Canciones)                      | 9              |
| Estados Unidos (Hot Dance Club Songs)           | 4              |
| Estados Unidos (Latin Pop Airplay)              | 5              |

## Certificaciones
| País      | Organismo certificador | Certificación | Ventas |
| --------- | ---------------------- | ------------- | ------ |
| Australia | ARIA                   | Oro           | 35 000 |